# ポリアンナ (1960年の映画)
『ポリアンナ』（原題：Pollyanna）は、1960年のアメリカ合衆国のファミリー映画。監督はデヴィッド・スウィフト、出演はヘイリー・ミルズとジェーン・ワイマンなど。エレナ・ホグマン・ポーターの1913年の児童文学『少女パレアナ（少女ポリアンナ）』（原題：Pollyanna）を原作としている。「Pollyanna」は「極めて前向きな楽観主義者」の意味として使われ、心理学分野での用語「ポリアンナ効果」「ポリアンナ症候群」が生まれた。
同原作の映像化としては、1920年のサイレント映画『青春の夢』（ポール・パウエル監督、メアリー・ピックフォード主演）に次ぐ2度目の映画化である。
第33回アカデミー賞において主演のヘイリー・ミルズが特別賞（子役賞、Academy Juvenile Award）を受賞した。

## ストーリー
両親を亡くした孤児のポリアンナは母方の叔母ポリーに引き取られ、小さな町ハリントンにやって来る。
そこは「ハリントン」の名が示すようにハリントン家が実質的に支配している町で、町中の人が現在のハリトン家当主ポリーの顔色をうかがうように生活していた。
またポリー本人も一見穏やかだが、頑な性格で姪のポリアンナに対しても心を開くことがなかった。

## キャスト
- ポリアンナ：ヘイリー・ミルズ（吹替：松島トモ子） - 母の妹ポリーに引き取られた孤児。父親は牧師だった。
- ポリー・ハリントン：ジェーン・ワイマン - ポリアンナの叔母。ハリントンの実質的な支配者。
- エドモンド・チルトン先生：リチャード・イーガン - ポリーとかつて愛し合ったことのある医師。5年ぶりに町に戻って来た。市長の甥。
- ポール・フォード牧師：カール・マルデン - ポリーの言いなりになっている牧師。
- ナンシー・ファーマン：ナンシー・オルソン - ポリーのメイド。
- ペンダーガスト氏：アドルフ・マンジュー - 大きな屋敷に1人で暮らす気難しい世捨て人。
- カール・ウォーレン市長：ドナルド・クリスプ - ハリントン家の支配を脱し、町を改革しようとしている。チルトン先生は甥に当たる。
- スノウ夫人：アグネス・ムーアヘッド - 娘と2人暮らしの気難しい初老の女性。